# Mac OS 8
Bản mẫu:Classic Mac OS sidebar
Mac OS 8 là một hệ điều hành được phát hành bởi Apple Computer, Inc vào ngày 26 tháng 7 năm 1997. Nó đại diện cho sự đại tu lớn nhất của hệ điều hành Mac OS cổ điển kể từ khi phát hành hệ điều hành System 7, khoảng sáu năm trước. Nó nhấn mạnh màu sắc hơn các phiên bản trước. Được phát hành qua một loạt các bản cập nhật, Mac OS 8 thể hiện sự tích hợp gia tăng của nhiều công nghệ đã được phát triển từ năm 1988 đến 1996 cho HĐH đầy tham vọng của Apple có tên Copland. Mac OS 8 đã giúp hiện đại hóa hệ điều hành Mac trong khi Apple phát triển hệ điều hành thế hệ tiếp theo, Mac OS X (được đổi tên vào năm 2016 thành macOS).
Mac OS 8 là một trong những phiên bản phần mềm thương mại thành công nhất của Apple, bán được hơn 1,2 triệu bản trong hai tuần đầu tiên. Khi nó đến vào thời điểm khó khăn trong lịch sử của Apple, nhiều nhóm cướp biển đã từ chối lưu lượng truy cập trong HĐH mới, khuyến khích mọi người mua nó thay thế.
Mac OS 8.0 giới thiệu những thay đổi rõ ràng nhất trong dòng sản phẩm, bao gồm giao diện Bạch kim và PowerPC đa luồng Trình tìm kiếm. Mac OS 8.1 giới thiệu một hệ thống tệp mới, hiệu quả hơn có tên HFS Plus. Mac OS 8.5 là phiên bản đầu tiên của Mac OS yêu cầu bộ xử lý PowerPC. Nó có các phiên bản gốc PowerPC của QuickDraw, AppleScript và tiện ích tìm kiếm Sherlock. Người kế nhiệm của nó, Mac OS 9, được phát hành vào ngày 23 tháng 10 năm 1999.